# Антихомосексуално движение
Антихомосексуално движение е обобщено понятие, означаващо различните форми на неприемане на хомосексуалните и/или движение за равни социални права на ЛГБТ хората, като например социалното равенство, еднополовите бракове, съюзи и съжителства, родителството от страна на ЛГБТ хора, както и законодателството, насочено срещу дискриминацията, основана на половата ориентация или полова идентичност.

## История
Първото движение за гей права възниква в късния 19 век в Германия.  През 1920-те и ранните 1930 е имало процъфтяващи гей общности в градове като Берлин; сексологът Магнус Хиршфелд е един от влиятелните говорители за гей права в онова време. Когато нацистката партия идва на власт през 1933, една от първите дейности на партията е да изгори Фиршфелдскя Институт за сексуални изследвания (Institut für Sexualwissenschaft), където известни нацисти са получавали лечение за сексуални проблеми. Въпреки корените на нацистката партия в хомоеротичната субкултура (виж Ернст Ром), нацистите вкарвали хомосексуалните жени и мъже в концентрационни лагери до 1938 (виж Хомосексуалност и Холокост).

## Форми на антихомосексуалното движение

### Религия
Повечето течения на християнството, в частност католицизмът, православието, повечето традиционни протестантски и лютерански църкви смятат, че хомосексуалните контакти (част от содомията) са греховни и недопустими. Те се обявяват срещу узаконяването на еднополовите бракове и препоръчват молитви, въздържане от тези греховни връзки и покаяние. Но официалната позиция на Католическата църква не подкрепя и не предвижда каквото и да било индивидуално преследване на хомосексуалистите, например, да се възстановят текстовете, обявяващи хомосексуализма за престъпление. Най-яркият пример е разколът в Англиканската църква. След като Английската Англиканска църква прие, че хомосексуалистите имат право да участват в църковния живот, тя беше осъдена от много национални Англикански църкви в Африка, Азия и Австралия.
В традиционният, ортодоксален юдаизъм хомосексуалността като начин на живот или форма на полови контакти е тежък грях. В местата, където живеят компактни групи от ортодоксални евреи спрямо хомосексуалните се практикува убиване с камъни, съгласно Тората. Същевременно в юдаизма има и течения, отнасящи се по-толерантно към хомосексуалните.
Според Исляма хомосексуалността е тежък грях. Нито едно течение на Исляма не се отнася толерантно към хомосексуалността.

### Психоанализа
След политическото легитимиране на хомофилските общества в САЩ, като обществото „Маташин“ и събитията от Стоунуол, в началото на 70-те години Американската асоциация по психиатрия сформира научен комитет, със задачата да бъдат разгледани изследванията върху хомосексуалността, натрупани през 50-те и 60-те години. В резултат на работата си комитета препоръчва патологичният статут на хомосексуалността да бъде преразгледан. През 1973 г. Американската асоциация по психиатрия, най-голямото национално сдружение на психиатри в света, приема становището на комитета, че няма научно издържани аргументи в полза на твърдението, че хомосексуалността е психично разстройство. Това решение впоследствие е подкрепено от Американската асоциация по психология. Малка група психоаналитици, водени от д-р Чарлз Сокаридис и д-р Ървинг Бибър, не се съгласяват с решението на ААП, с твърдението, че то не е основано на надеждни научни факти, а на политически натиск. Организирана е среща на затворени врати и ААП, която до този момент и никога след това не е уреждала научни въпроси чрез плебисцит, прави това през пролетта на 1974 г. Научното мнозинство гласува за снемане на хомосексуалността от списъка със заболявания на организацията, но Сокаридис и групата около него изискват разследване на референдума, връщайки решението трети път. ААП назначава комитет, който да разгледа въпроса. Той излиза със становище, че „референдуми върху научните факти са безсмислени“ и отправя препоръка за промени в процедурите, за да се предотврати подобно фиаско за в бъдеще. Когато през 1992 г. Световната здравна организация също снема хомосексуалността от Международната класификация на болестите, Сокаридис и съмишленици организират „Национална асоциация за изследване и терапия на хомосексуалността“ (НАИТХ), посветена на „утвърждаване на разнополовия модел мъж – жена за полова и сексуална ориентация“. Днес това е единственото научно сдружение в САЩ, обявяващо се против депатологизацията на хомосексуалността.

### Политически групи
Според консервативните десни партии, религиозните и националистическите партии, най-вече от ултрадесните (виж неонацизъм), като наследници на нацизма и фашистките идеи, хомосексуалността руши основите на традиционното общество.